# Operacja Bodenplatte
Operacja Bodenplatte (niem. Unternehmen Bodenplatte) – operacja wojskowa przeprowadzona 1 stycznia 1945, będąca próbą niemieckiego lotnictwa, Luftwaffe, zadania alianckim oddziałom lotniczym zgrupowanym na lotniskach w Belgii i Holandii dotkliwych strat i wyeliminowania ich z dalszej walki. Celem operacji było także wsparcie ofensywy w Ardenach.
Operację zamierzano przeprowadzić już 16 grudnia 1944 w dniu rozpoczęcia ofensywy w Ardenach, ale fatalna pogoda uniemożliwiła to. Planowano zaatakować z zaskoczenia 17 alianckich baz lotniczych w Belgii, Holandii i Francji oraz zniszczyć jak najwięcej samolotów, hangarów oraz magazynów i lotnisk. Do przeprowadzenia ofensywy włączono wszystkie dostępne niemieckie siły lotnicze. Niemieckie zgrupowania lotnicze składające się między innymi z Junkersów Ju 188 i Ju 88 zostały włączone do walki, ale największą rolę podczas ataku odegrały myśliwce Messerschmitt Bf 109 i Focke-Wulf Fw 190. Razem do przeprowadzenia operacji „Bodenplatte” Niemcy przygotowali 1035 samolotów.
Podczas operacji uszkodzonych lub zniszczonych zostało 465 alianckich samolotów, z czego 70 w powietrzu. Większość lotnisk, które zostały zaatakowane, nie mogła zostać wykorzystana bojowo przez około dwa tygodnie. Luftwaffe straciła 304 samoloty, z czego 62 w walkach powietrznych, 84 z powodu ostrzału alianckiej artylerii przeciwlotniczej, a nie mniej niż 84 samoloty zostały zestrzelone przez pomyłkę przez własną artylerię przeciwlotniczą (niemieccy dowódcy oddziałów artylerii przeciwlotniczej nie wiedzieli o ofensywie, więc uznawali niemieckie samoloty za alianckie). Niemieckie straty wśród doświadczonych pilotów i dowódców były znaczne.
Operacja „Bodenplatte” była krótkotrwałym taktycznym zwycięstwem Niemców, ponieważ alianckie lotnictwo poniosło dość duże straty na pewien czas. Jednak na dłuższą metę operacja była strategiczną porażką, bowiem ostatnia ofensywa Luftwaffe zakończyła się bez uzyskania rozstrzygającego zwycięstwa, a siły alianckie były w stanie dość szybko uzupełnić swoje straty.

## Galeria

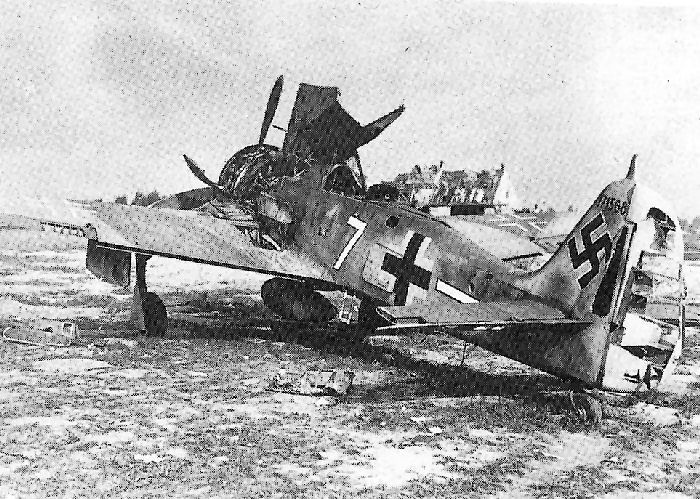
Zniszczony Fw 190
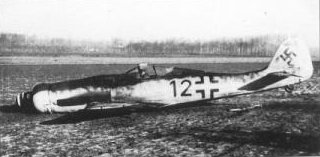
Rozbity Fw 190D-9 niedaleko Brukseli 1 stycznia 1945